# Diastylis umatillensis
Diastylis umatillensis är en kräftdjursart som beskrevs av Ulf Lie 1971. Diastylis umatillensis ingår i släktet Diastylis och familjen Diastylidae. Inga underarter finns listade i Catalogue of Life.